# Iowa Corn Indy 250 2013
Das Iowa Corn Indy 250 2013 fand am 23. Juni auf dem Iowa Speedway in Newton, Iowa, Vereinigte Staaten statt und war das zehnte Rennen der IndyCar Series 2013.

## Berichte

### Hintergrund
Nach dem Milwaukee IndyFest führte Hélio Castroneves in der Fahrerwertung mit 16 Punkten auf Ryan Hunter-Reay und 50 Punkten auf Marco Andretti.
Oriol Servià löste Ryan Briscoe planmäßig als Pilot des Fahrzeuges mit der Nummer 4 von Panther Racing ab. Briscoe nahm an diesem Wochenende am 24-Stunden-Rennen von Le Mans teil und war daher verhindert. Servià war zuletzt beim vorletzten Rennen für Panther Racing im Einsatz gewesen.
Mit Dario Franchitti (zweimal), Tony Kanaan, Andretti und Hunter-Reay (jeweils einmal) traten vier ehemalige Sieger zu diesem Indy an.

### Training
Im Training war Kanaan der schnellste Fahrer vor Will Power und Andretti.

### Qualifying
Der Qualifying-Modus für das Iowa Corn Indy 250 entsprach nicht dem klassischen Zeitentraining auf Ovalkursen. Zunächst fand ein Einzelzeitfahren über eine Runde statt. Anschließend wurden drei sogenannte Heat Races über 50 Runden ausgetragen. Die besten sechs Fahrer des Einzelzeitfahrens qualifizierten sich für das dritte Heat Race. Die verbliebenen 18 Piloten wurden auf die ersten zwei Heat Races aufgeteilt. Die jeweils zwei besten Fahrer der ersten zwei Heat Races qualifizierten sich für den dritten Heat. Im dritten Heat Race wurden die ersten zehn Positionen vergeben, die dritt- bis neuntplatzierten Fahrer der ersten zwei Heat Races wurden danach abwechselnd eingereiht: Die Fahrer des ersten Heat Races erhielten die geraden, die Fahrer des zweiten Heat Races die ungeraden Positionen. Die ersten zwölf Fahrer erhielten Bonuspunkte für das Qualifyingergebnis.
Im Einzelzeitfahren war Castroneves der Schnellste. Neben ihm qualifizierten sich Andretti, Power, Kanaan, James Hinchcliffe und Servià für den finalen Entscheidungslauf. Die ersten sieben Fahrer verwendeten einen Chevrolet-Motor. Scott Dixon wurde als Achter bester Honda-Pilot. Bis auf Ana Beatriz setzten alle Teilnehmer eine Zeit.
Im ersten Heat Race erzielte Dixon einen Start-Ziel-Sieg vor Takuma Satō und Alex Tagliani. Alle Fahrer blieben in der Führungsrunde. Es war das schnellste der drei Heat Races.
Das zweite Heat Race führte Ed Carpenter die ersten 46. Runden an. In der 47. Runde wurde er von Graham Rahal, der vom siebten Startplatz ins Rennen gegangen war, überholt. Kurz darauf verunfallte Rahals Teamkollege James Jakes. Das Rennen wurde unter gelben Flaggen beendet. Rahal gewann vor Carpenter und Simon Pagenaud. Simona de Silvestro hatte Handlingsprobleme und kam mit drei Runden Rückstand ins Ziel. Die ersten sieben Fahrer blieben in der Führungsrunde.
Im dritten Heat Race gelang Castroneves ein Start-Ziel-Sieg. Er setzte sich sukzessive ab und kam mit über drei Sekunden Vorsprung auf Power ins Ziel. Hinchcliffe wurde Dritter. Die ersten acht Piloten blieben in der Führungsrunde.
Castroneves erhielt als bester der Qualifikation die Bonuspunkte für die Pole-Position und wurde in der IndyCar-Statistik als Pole-Setter gewertet. Da er seinen Motor vorzeitig gewechselt hatte, wurde er um zehn Positionen nach hinten versetzt, sodass Power den ersten Startplatz erhielt. Neben Castroneves wurden Dixon, Satō, Josef Newgarden, Beatriz und Jakes wegen eines vorzeitigen Motorenwechsels um zehn Positionen nach hinten versetzt.

### Rennen
Power und Hinchcliffe duellierten sich in der ersten Runde. Hinchcliffe setzte sich durch und übernahm die Führung. Es bildeten sich zwei Fahrlinien in der Anfangsphase. Castroneves und Hunter-Reay arbeiteten sich von den Plätzen elf und zwölf startend schon bald in die Top 10 vor.
Nachdem Hunter-Reay sich seinen Frontflügel in einem Duell mit Rahal beschädigt hatte, lagen Trümmerteile auf der Strecke. Diese lösten eine Gelbphase aus. In dieser absolvierten alle Fahrer ihren ersten Boxenstopp und Hunter-Reay ließ sich seinen Frontflügel wechseln. Da er erst eine Runde später tankte, verlor er einige Positionen und fiel ans Ende des Feldes auf den 21. Platz zurück. Hinchcliffe behielt die Führung und verteidigte diese auch beim Restart. Hunter-Reay arbeitete sich sukzessive wieder nach vorne, während Power Handlingprobleme hatte und Positionen verlor.
In der 115. Runde begann die Phase der zweiten Boxenstopps. Hinchcliffe verlor die Führung dabei kurzzeitig an Justin Wilson, übernahm sie aber wieder nach dessen Boxenstopp. Hinchcliffe führte das Rennen vor Rahal und Andretti an, während Franchitti wenig später zum zweiten Mal überrundet wurde. Franchitti hatte größere Probleme mit der Fahrzeugabstimmung. Kurz darauf wurde auch Power, der ähnliche Probleme hatte, überrundet.
In der 138. Runde kam es zur zweiten Gelbphase, nachdem Tagliani einen Unfall in der zweiten Kurve gehabt und dabei sein Fahrzeug beschädigt hatte. In dieser Gelbphase gab es kaum Aktivitäten an der Box. Hinchcliffe blieb auf der Strecke und behauptete die Führung beim Restart. Wenig später lösten Trümmerteile die dritte und letzte Gelbphase aus. Nach diesem Restart fiel Hinchcliffe für eine Runde hinter Rahal zurück, übernahm die Führung danach aber wieder. Die beiden fuhren mehrere Runden nebeneinander, bis Hinchcliffe sich endgültig durchgesetzt hatte. Rahal musste wenig später beim Überrunden kurz aufs Gras und verlor dabei den zweiten Platz an Hunter-Reay. In dieser Rennphase schieden Satō und Beatriz mit technischen Problemen aus.
In der 190. Runde begann die Phase der letzten Boxenstopps unter grünen Flaggen. Hinchliffe ging in der 195 an die Box. Dabei gab es Schwierigkeiten beim Wechsel des linken Vorderrads. Er fiel durch den Stopp hinter Carpenter, Kanaan und Wilson, die eine andere Strategie verfolgten, zurück, blieb aber vor Hunter-Reay und Rahal. Nach Carpenters Stopp führte Wilson erneut für kurze Zeit das Rennen an. Nach allen Stopps lag Hinchcliffe wieder in Führung.
Hunter-Reay schloss auf Hinchcliffe auf, durch regelmäßige Überrundungen hatte er aber keine Chance, einen Angriff auf seinen Teamkollegen zu versuchen. Dahinter gab es jedoch noch Positionsveränderungen und Kanaan sowie Carpenter gingen an Rahal vorbei. Wenige Sekunden vor Ende des Rennens gab Dixon mit zwei Runden Rückstand an der Box auf. Er hatte wie sein Teamkollege Franchitti und Power große Handlingsprobleme. Die beiden hatten drei bzw. vier Runden Rückstand. Auch de Silvestro hatte größere Handlingprobleme und wurde siebenmal überrundet.
Hinchcliffe erzielte schließlich seinen dritten Saisonsieg und gewann damit erstmals auf einem Ovalkurs. Hinchcliffe hatte das Rennen dominiert und 226 von 250 angeführt. Damit hatte er in diesem Rennen mehr Führungsrunden absolviert, als in allen vorherigen IndyCar-Rennen. Hunter-Reay folgte vor Kanaan und Carpenter. Rahal wurde als Fünfter bester Honda-Pilot. Pagenaud, der den sechsten Platz erzielte, war darüber hinaus der einzige weitere Honda-Fahrer in den Top 10. Damit hatte Chevrolet acht Fahrer unter den ersten zehn. Die Top 10 wurden durch Servià, Castroneves, Andretti und E. J. Viso komplettiert. Die ersten zehn Fahrer waren die einzigen, die in der Führungsrunde ins Ziel kamen.
Die ersten drei Positionen in der Fahrerwertung blieben unverändert. Allerdings machte Hunter-Reay Boden auf Castroneves gut.

## Meldeliste
Alle Teams und Fahrer verwendeten das Chassis Dallara DW12 mit einem Aero-Kit von Dallara und Reifen von Firestone.
| Team                                   | Nr. | Fahrer              | Motor     |
| -------------------------------------- | --- | ------------------- | --------- |
| Andretti Autosport                     | 01  | Ryan Hunter-Reay    | Chevrolet |
| Andretti Autosport                     | 25  | Marco Andretti      | Chevrolet |
| Andretti Autosport                     | 27  | James Hinchcliffe   | Chevrolet |
| Team Penske                            | 03  | Hélio Castroneves   | Chevrolet |
| Team Penske                            | 12  | Will Power          | Chevrolet |
| Panther Racing                         | 04  | Oriol Servià        | Chevrolet |
| Team Venezuela/Andretti Autosport/HVM  | 05  | E. J. Viso          | Chevrolet |
| Dragon Racing                          | 06  | Sebastian Saavedra  | Chevrolet |
| Dragon Racing                          | 07  | Sébastien Bourdais  | Chevrolet |
| Target Chip Ganassi Racing             | 09  | Scott Dixon         | Honda     |
| Target Chip Ganassi Racing             | 10  | Dario Franchitti    | Honda     |
| KV Racing Technology                   | 11  | Tony Kanaan         | Chevrolet |
| KV Racing Technology                   | 78  | Simona de Silvestro | Chevrolet |
| A. J. Foyt Enterprises                 | 14  | Takuma Satō         | Honda     |
| Rahal Letterman Lanigan Racing         | 15  | Graham Rahal        | Honda     |
| Rahal Letterman Lanigan Racing         | 16  | James Jakes         | Honda     |
| Dale Coyne Racing                      | 18  | Ana Beatriz         | Honda     |
| Dale Coyne Racing                      | 19  | Justin Wilson       | Honda     |
| Ed Carpenter Racing                    | 20  | Ed Carpenter        | Chevrolet |
| Schmidt Peterson Motorsports           | 55  | Tristan Vautier     | Honda     |
| Sarah Fisher Hartman Racing            | 67  | Josef Newgarden     | Honda     |
| Schmidt Hamilton Motorsports           | 77  | Simon Pagenaud      | Honda     |
| Novo Nordisk Chip Ganassi Racing       | 83  | Charlie Kimball     | Honda     |
| Bryan Herta Autosport w/Curb-Agajanian | 98  | Alex Tagliani       | Honda     |

Quelle: 

## Klassifikationen

### Qualifying

#### 1. Heat Race
| Pos. | Fahrer             | Team                                   | Fahrzeug          | Runden | Zeit       | Start | Führungsrunden |
| ---- | ------------------ | -------------------------------------- | ----------------- | ------ | ---------- | ----- | -------------- |
| 01   | Scott Dixon        | Target Chip Ganassi Racing             | Dallara-Honda     | 50     | 15:25,1012 | 1     | 50             |
| 02   | Takuma Satō        | A. J. Foyt Enterprises                 | Dallara-Honda     | 50     | + 0,7768   | 2     | 0              |
| 03   | Alex Tagliani      | Bryan Herta Autosport w/Curb-Agajanian | Dallara-Honda     | 50     | + 2,2856   | 4     | 0              |
| 04   | Ryan Hunter-Reay   | Andretti Autosport                     | Dallara-Chevrolet | 50     | + 2,6547   | 8     | 0              |
| 05   | Josef Newgarden    | Sarah Fisher Hartman Racing            | Dallara-Honda     | 50     | + 6,2337   | 3     | 0              |
| 06   | Ana Beatriz        | Dale Coyne Racing                      | Dallara-Honda     | 50     | + 11,0839  | 9     | 0              |
| 07   | Sebastian Saavedra | Dragon Racing                          | Dallara-Chevrolet | 50     | + 14,2120  | 6     | 0              |
| 08   | Sébastien Bourdais | Dragon Racing                          | Dallara-Chevrolet | 50     | + 14,6719  | 5     | 0              |
| 09   | Dario Franchitti   | Target Chip Ganassi Racing             | Dallara-Honda     | 50     | + 15,9379  | 7     | 0              |

Quellen: 

##### Führungsabschnitte
| Abschnitt | Runden | Fahrer      |
| --------- | ------ | ----------- |
| 1         | 1–50   | Scott Dixon |

Quellen: 

#### 2. Heat Race
| Pos. | Fahrer              | Team                                  | Fahrzeug          | Runden | Zeit       | Start | Führungsrunden |
| ---- | ------------------- | ------------------------------------- | ----------------- | ------ | ---------- | ----- | -------------- |
| 01   | Graham Rahal        | Rahal Letterman Lanigan Racing        | Dallara-Honda     | 50     | 15:46,2056 | 7     | 04             |
| 02   | Ed Carpenter        | Ed Carpenter Racing                   | Dallara-Chevrolet | 50     | + 0,5428   | 1     | 46             |
| 03   | Simon Pagenaud      | Schmidt Hamilton Motorsports          | Dallara-Honda     | 50     | + 2,1748   | 6     | 0              |
| 04   | Justin Wilson       | Dale Coyne Racing                     | Dallara-Honda     | 50     | + 3,9980   | 8     | 0              |
| 05   | Tristan Vautier     | Schmidt Peterson Motorsports          | Dallara-Honda     | 50     | + 16,5997  | 2     | 0              |
| 06   | Charlie Kimball     | Novo Nordisk Chip Ganassi Racing      | Dallara-Honda     | 50     | + 17,4519  | 3     | 0              |
| 07   | E. J. Viso          | Team Venezuela/Andretti Autosport/HVM | Dallara-Chevrolet | 50     | + 24,3545  | 5     | 0              |
| 08   | James Jakes         | Rahal Letterman Lanigan Racing        | Dallara-Honda     | 48     | DNF        | 4     | 0              |
| 09   | Simona de Silvestro | KV Racing Technology                  | Dallara-Chevrolet | 47     | + 3 Runden | 9     | 0              |

Quellen: 

##### Führungsabschnitte
| Abschnitt | Runden | Fahrer       |
| --------- | ------ | ------------ |
| 1         | 1–46   | Ed Carpenter |
| 2         | 47–50  | Graham Rahal |

Quellen: 

##### Gelbphasen
| Nr. | Dauer | Runden | Grund für Gelbphase                   |
| --- | ----- | ------ | ------------------------------------- |
| 1   | 49–50 | 2      | Kontakt: James Jakes (#16) in Kurve 2 |

Quellen: 

#### 3. Heat Race
| Pos. | Fahrer            | Team                           | Fahrzeug          | Runden | Zeit       | Start | Führungsrunden |
| ---- | ----------------- | ------------------------------ | ----------------- | ------ | ---------- | ----- | -------------- |
| 01   | Hélio Castroneves | Team Penske                    | Dallara-Chevrolet | 50     | 15:30,3893 | 1     | 50             |
| 02   | Will Power        | Team Penske                    | Dallara-Chevrolet | 50     | + 3,1480   | 3     | 0              |
| 03   | James Hinchcliffe | Andretti Autosport             | Dallara-Chevrolet | 50     | + 4,4390   | 5     | 0              |
| 04   | Marco Andretti    | Andretti Autosport             | Dallara-Chevrolet | 50     | + 4,9046   | 2     | 0              |
| 05   | Scott Dixon       | Target Chip Ganassi Racing     | Dallara-Honda     | 50     | + 6,5829   | 8     | 0              |
| 06   | Ed Carpenter      | Ed Carpenter Racing            | Dallara-Chevrolet | 50     | + 8,3003   | 9     | 0              |
| 07   | Takuma Satō       | A. J. Foyt Enterprises         | Dallara-Honda     | 50     | + 11,2950  | 10    | 0              |
| 08   | Tony Kanaan       | KV Racing Technology           | Dallara-Chevrolet | 50     | + 16,0737  | 4     | 0              |
| 09   | Graham Rahal      | Rahal Letterman Lanigan Racing | Dallara-Honda     | 49     | +1 Runde   | 7     | 0              |
| 10   | Oriol Servià      | Panther Racing                 | Dallara-Chevrolet | 49     | +1 Runde   | 6     | 0              |

Quellen: 

##### Führungsabschnitte
| Abschnitt | Runden | Fahrer            |
| --------- | ------ | ----------------- |
| 1         | 1–50   | Hélio Castroneves |

Quellen: 

#### Ergebnis
| Pos. | Fahrer              | Team                                   | Fahrzeug          | Heat-Race-Position | Start |
| ---- | ------------------- | -------------------------------------- | ----------------- | ------------------ | ----- |
| 01   | Hélio Castroneves   | Team Penske                            | Dallara-Chevrolet | 3. Heat Race, 1.   | 11    |
| 02   | Will Power          | Team Penske                            | Dallara-Chevrolet | 3. Heat Race, 2.   | 01    |
| 03   | James Hinchcliffe   | Andretti Autosport                     | Dallara-Chevrolet | 3. Heat Race, 3.   | 02    |
| 04   | Marco Andretti      | Andretti Autosport                     | Dallara-Chevrolet | 3. Heat Race, 4.   | 03    |
| 05   | Scott Dixon         | Target Chip Ganassi Racing             | Dallara-Honda     | 3. Heat Race, 5.   | 15    |
| 06   | Ed Carpenter        | Ed Carpenter Racing                    | Dallara-Chevrolet | 3. Heat Race, 6.   | 04    |
| 07   | Takuma Satō         | A. J. Foyt Enterprises                 | Dallara-Honda     | 3. Heat Race, 7.   | 17    |
| 08   | Tony Kanaan         | KV Racing Technology                   | Dallara-Chevrolet | 3. Heat Race, 8.   | 05    |
| 09   | Graham Rahal        | Rahal Letterman Lanigan Racing         | Dallara-Honda     | 3. Heat Race, 9.   | 06    |
| 10   | Oriol Servià        | Panther Racing                         | Dallara-Chevrolet | 3. Heat Race, 10.  | 07    |
| 11   | Simon Pagenaud      | Schmidt Hamilton Motorsports           | Dallara-Honda     | 2. Heat Race, 3.   | 08    |
| 12   | Alex Tagliani       | Bryan Herta Autosport w/Curb-Agajanian | Dallara-Honda     | 1. Heat Race, 3.   | 09    |
| 13   | Justin Wilson       | Dale Coyne Racing                      | Dallara-Honda     | 2. Heat Race, 4.   | 10    |
| 14   | Ryan Hunter-Reay    | Andretti Autosport                     | Dallara-Chevrolet | 1. Heat Race, 4.   | 12    |
| 15   | Tristan Vautier     | Schmidt Peterson Motorsports           | Dallara-Honda     | 2. Heat Race, 5.   | 13    |
| 16   | Josef Newgarden     | Sarah Fisher Hartman Racing            | Dallara-Honda     | 1. Heat Race, 5.   | 22    |
| 17   | Charlie Kimball     | Novo Nordisk Chip Ganassi Racing       | Dallara-Honda     | 2. Heat Race, 6.   | 14    |
| 18   | Ana Beatriz         | Dale Coyne Racing                      | Dallara-Honda     | 1. Heat Race, 6.   | 23    |
| 19   | E. J. Viso          | Team Venezuela/Andretti Autosport/HVM  | Dallara-Chevrolet | 2. Heat Race, 7.   | 16    |
| 20   | Sebastian Saavedra  | Dragon Racing                          | Dallara-Chevrolet | 1. Heat Race, 7.   | 18    |
| 21   | James Jakes         | Rahal Letterman Lanigan Racing         | Dallara-Honda     | 2. Heat Race, 8.   | 24    |
| 22   | Sébastien Bourdais  | Dragon Racing                          | Dallara-Chevrolet | 1. Heat Race, 8.   | 19    |
| 23   | Simona de Silvestro | KV Racing Technology                   | Dallara-Chevrolet | 2. Heat Race, 9.   | 20    |
| 24   | Dario Franchitti    | Target Chip Ganassi Racing             | Dallara-Honda     | 1. Heat Race, 9.   | 21    |

Anmerkungen
1. ↑  Hélio Castroneves wurde aufgrund eines vorzeitigen Motorenwechsels um 10 Positionen nach hinten versetzt.
2. ↑  Scott Dixon wurde aufgrund eines vorzeitigen Motorenwechsels um 10 Positionen nach hinten versetzt.
3. ↑  Takuma Satō wurde aufgrund eines vorzeitigen Motorenwechsels um 10 Positionen nach hinten versetzt.
4. ↑  Josef Newgarden wurde aufgrund eines vorzeitigen Motorenwechsels um 10 Positionen nach hinten versetzt.
5. ↑  Ana Beatriz wurde aufgrund eines vorzeitigen Motorenwechsels um 10 Positionen nach hinten versetzt.
6. ↑  James Jakes wurde aufgrund eines vorzeitigen Motorenwechsels um 10 Positionen nach hinten versetzt.

Quellen: 

### Rennen
| Pos. | Fahrer              | Team                                   | Fahrzeug          | Runden | Zeit         | Start | Führungsrunden |
| ---- | ------------------- | -------------------------------------- | ----------------- | ------ | ------------ | ----- | -------------- |
| 01   | James Hinchcliffe   | Andretti Autosport                     | Dallara-Chevrolet | 250    | 1:30:16,0266 | 02    | 226            |
| 02   | Ryan Hunter-Reay    | Andretti Autosport                     | Dallara-Chevrolet | 250    | + 1,5009     | 12    | 000            |
| 03   | Tony Kanaan         | KV Racing Technology                   | Dallara-Chevrolet | 250    | + 1,6891     | 05    | 000            |
| 04   | Ed Carpenter        | Ed Carpenter Racing                    | Dallara-Chevrolet | 250    | + 2,7605     | 04    | 018            |
| 05   | Graham Rahal        | Rahal Letterman Lanigan Racing         | Dallara-Honda     | 250    | + 3,0201     | 06    | 001            |
| 06   | Simon Pagenaud      | Schmidt Hamilton Motorsports           | Dallara-Honda     | 250    | + 6,6654     | 08    | 000            |
| 07   | Oriol Servià        | Panther Racing                         | Dallara-Chevrolet | 250    | + 9,7006     | 07    | 000            |
| 08   | Hélio Castroneves   | Team Penske                            | Dallara-Chevrolet | 250    | + 10,6855    | 11    | 000            |
| 09   | Marco Andretti      | Andretti Autosport                     | Dallara-Chevrolet | 250    | + 12,7133    | 03    | 000            |
| 10   | E. J. Viso          | Team Venezuela/Andretti Autosport/HVM  | Dallara-Chevrolet | 250    | + 17,6157    | 16    | 000            |
| 11   | Justin Wilson       | Dale Coyne Racing                      | Dallara-Honda     | 249    | + 1 Runde    | 10    | 005            |
| 12   | Charlie Kimball     | Novo Nordisk Chip Ganassi Racing       | Dallara-Honda     | 249    | + 1 Runde    | 14    | 000            |
| 13   | Tristan Vautier     | Schmidt Peterson Motorsports           | Dallara-Honda     | 248    | + 2 Runden   | 13    | 000            |
| 14   | Sébastien Bourdais  | Dragon Racing                          | Dallara-Chevrolet | 248    | + 2 Runden   | 19    | 000            |
| 15   | Josef Newgarden     | Sarah Fisher Hartman Racing            | Dallara-Honda     | 248    | + 2 Runden   | 22    | 000            |
| 16   | Scott Dixon         | Target Chip Ganassi Racing             | Dallara-Honda     | 247    | DNF          | 15    | 000            |
| 17   | Will Power          | Team Penske                            | Dallara-Chevrolet | 247    | + 3 Runden   | 01    | 000            |
| 18   | James Jakes         | Rahal Letterman Lanigan Racing         | Dallara-Honda     | 247    | + 3 Runden   | 24    | 000            |
| 19   | Sebastian Saavedra  | Dragon Racing                          | Dallara-Chevrolet | 247    | + 3 Runden   | 18    | 000            |
| 20   | Dario Franchitti    | Target Chip Ganassi Racing             | Dallara-Honda     | 246    | + 4 Runden   | 21    | 000            |
| 21   | Simona de Silvestro | KV Racing Technology                   | Dallara-Chevrolet | 243    | + 7 Runden   | 20    | 000            |
| 22   | Ana Beatriz         | Dale Coyne Racing                      | Dallara-Honda     | 183    | DNF          | 23    | 000            |
| 23   | Takuma Satō         | A. J. Foyt Enterprises                 | Dallara-Honda     | 162    | DNF          | 17    | 000            |
| 24   | Alex Tagliani       | Bryan Herta Autosport w/Curb-Agajanian | Dallara-Honda     | 139    | DNF          | 09    | 000            |

Quellen: 

#### Führungsabschnitte
| Abschnitt | Runden  | Fahrer            |
| --------- | ------- | ----------------- |
| 1         | 1–118   | James Hinchcliffe |
| 2         | 119–120 | Justin Wilson     |
| 3         | 121–159 | James Hinchcliffe |
| 4         | 160     | Graham Rahal      |
| 5         | 161–195 | James Hinchcliffe |
| 6         | 196–213 | Ed Carpenter      |
| 7         | 214–216 | Justin Wilson     |
| 8         | 217–250 | James Hinchcliffe |

Quellen: 

#### Gelbphasen
| Nr. | Dauer   | Runden | Grund für Gelbphase                     |
| --- | ------- | ------ | --------------------------------------- |
| 1   | 38–51   | 14     | Trümmerteile auf der Start-Ziel-Geraden |
| 2   | 138–147 | 10     | Kontakt: Alex Tagliani (#98) in Kurve 2 |
| 3   | 155–159 | 5      | Trümmerteile auf der Start-Ziel-Geraden |

Quellen: 

## Punktestände nach dem Rennen

### Fahrerwertung
Die Punktevergabe wird hier erläutert.
| Pos. | Fahrer            | Punkte |
| ---- | ----------------- | ------ |
| 01.  | Hélio Castroneves | 332    |
| 02.  | Ryan Hunter-Reay  | 323    |
| 03.  | Marco Andretti    | 277    |
| 04.  | James Hinchcliffe | 266    |
| 05.  | Tony Kanaan       | 253    |
| 06.  | Simon Pagenaud    | 241    |
| 07.  | Scott Dixon       | 240    |
| 08.  | Takuma Satō       | 233    |
| 09.  | Justin Wilson     | 227    |
| 10.  | Will Power        | 209    |
| 11.  | E. J. Viso        | 203    |
| 12.  | Dario Franchitti  | 202    |

| Pos. | Fahrer              | Punkte |
| ---- | ------------------- | ------ |
| 13.  | Ed Carpenter        | 193    |
| 14.  | Charlie Kimball     | 193    |
| 15.  | Graham Rahal        | 182    |
| 16.  | Josef Newgarden     | 182    |
| 17.  | James Jakes         | 172    |
| 18.  | Simona de Silvestro | 152    |
| 19.  | Oriol Servià        | 151    |
| 20.  | Tristan Vautier     | 147    |
| 21.  | Sébastien Bourdais  | 133    |
| 22.  | Alex Tagliani       | 117    |
| 23.  | Sebastian Saavedra  | 116    |
| 24.  | Mike Conway         | 97     |

| Pos. | Fahrer             | Punkte |
| ---- | ------------------ | ------ |
| 25.  | J. R. Hildebrand   | 79     |
| 26.  | Ana Beatriz        | 72     |
| 27.  | A. J. Allmendinger | 65     |
| 28.  | Ryan Briscoe       | 63     |
| 29.  | Carlos Muñoz       | 54     |
| 30.  | Pippa Mann         | 14     |
| 31.  | Conor Daly         | 11     |
| 32.  | Townsend Bell      | 10     |
| 33.  | Katherine Legge    | 8      |
| 34.  | Buddy Lazier       | 8      |